# John Archibald Campbell
John Archibald Campbell (Washington, 24 giugno 1811 – Baltimora, 12 marzo 1889) è stato un politico, militare e giurista statunitense.
Figlio del Col. Duncan Greene Campbell (da cui prende il nome Campbell County, Georgia) e di Mary Williamson, nacque nella Wilkes County, Georgia il 24 giugno 1811. Bimbo prodigio, entrò al Franklin College (oggi Università della Georgia) in Athens (Georgia) all'età di 11 anni e si laureò primo della sua classe nel 1826. Trascorse poi due anni come cadetto nell'Accademia Militare degli Stati Uniti a West Point, Orange County, New York, ma dovette rassegnare le dimissioni per prendersi cura della sua famiglia dopo la morte del padre. Studiò legge sotto l'ex Governatore della Georgia John Clark e fu ammesso all'Ordine degli Avvocati con un atto speciale del Parlamento della Georgia nel 1829, considerato che aveva soltanto 18 anni. Si trasferì poi a Montgomery, Contea di Montgomery, Alabama e sposò Anne Esther Goldwaithe il 30 dicembre 1830.
La sua conoscenza della material giuridica gli procurò per tutta la vita notorietà e riconoscimenti. Nel 1836 fu eletto alla Casa dei Rappresentanti dell'Alabama e fu presidente del Comitato Bancario. Alla scadenza del mandato si trasferì a Mobile, Contea di Mobile, Alabama. Gli furono offerte le cariche di Segretario dell'Ambasciata in Gran Bretagna dal Presidente U.S. Andrew Jackson e Giudice della Corte Suprema dell'Alabama dal Governatore Clement Comer Clay, ma egli le declinò ambedue. Fu rieletto al Parlamento dell'Alabama nel 1846 e fu Delegato alla Convenzione degli Stati del Sud a Nashville, Davidson County, Tennessee (03-12 giugno 1850). Nel 1852 declinò nuovamente l'incarico alla Corte Suprema dell'Alabama. L'anno successivo accettò l'incarico di Giudice Associato della Corte Suprema degli Stati Uniti, offertogli dal Presidente U.S. Franklin Pierce ed unanimemente confermato dal Senato degli Stati Uniti.
Noto come pensatore conservatore e fortemente fiducioso nel compromesso, sperò che la secessione potesse essere evitata. Per questi motivi divenne mediatore fra il Segretario di Stato di Abramo Lincoln, William Henry Seward, ed i Commissari Confederati Martin Jenkins Crawford, John Forsyth ed André Bienvenu Roman nel marzo ed aprile 1861. Seward disse a Campbell che la politica dell'Amministrazione Lincoln era di pace e che egli avrebbe dovuto persuadere i Commissari Confederati ad aver piena fiducia nel governo U.S.. Ma mentre egli stava assicurando questa promessa i federali stavano organizzando una manovra di forza per rinforzare Fort Sumter e indurre il Sud ad aprire per primo le ostilità. La successiva richiesta di 75.000 volontari per invadere il Sud fatta da Lincoln fu per Campbell conferma sufficiente che lui e la Confederazione erano stati ingannato con disonestà. Egli si dimise dal suo seggio il 30 aprile 1861 e tornò a casa in Alabama.
Il Presidente Jefferson Davis lo nominò Assistente Segretario del Dipartimento della Guerra il 21 ottobre 1862, una posizione che egli tenne con capacità fino alla fine della guerra. Il 3 febbraio 1865, con il Senatore Robert Mercer Taliaferro Hunter ed il Vice Presidente Alexander Hamilton Stephens, Campbell fu membro della fallita Conferenza di Pace di Hampton Roads. Dopo la caduta di Richmond fu arrestato il 22 maggio 1865 ed imprigionato con Hunter, James Alexander Seddon e George Alfred Trenholm a Fort Pulaski, nei pressi di Savannah (Georgia). Dopo il suo rilascio l'11 ottobre 1865 riprese la sua attività legale a New Orleans, Orleans Parish, Louisiana e dovette trattare molti casi proprio davanti alla stessa Suprema Corte U.S. della quale era stato membro. Campbell morì a Baltimora (Maryland) il 12 marzo 1889 ed è sepolto nel cimitero di Green Mount.